# باريس-نيس 2007
باريس نايس 2007 هو سباق دراجات هوائية أقيم بتاريخ مارس 11 – مارس 18، تكون السباق من 7 مراحل وامتدّ لمسافة 1260.2 كم بسرعة 41.898 كم/س، استغرق السباق 29 ساعة 55 دقيقة 22 ثانية. فاز به الإسباني ألبيرتو كونتادور وحلّ ثانيا الإيطالي دافيدي ريبلين بينما حصل على المركز الثالث الإسباني لويس ليون سانشيز.

## الترتيب
| م                     | الدرّاج           | البلد   | الزمن                     |
| --------------------- | ---------------- | ------- | ------------------------- |
| الفائز بالترتيب العام | ألبيرتو كونتادور | إسبانيا | 29 ساعة 55 دقيقة 22 ثانية |
| الثاني                | دافيدي ريبلين    | إيطاليا |                           |
| الثالث                | لويس ليون سانشيز | إسبانيا |                           |
| حسب النقاط            | فرانكو بليزوتي   | إيطاليا | -                         |
| التسلق                | توماس فوكلر      | فرنسا   | -                         |
| أفضل شاب              | ألبيرتو كونتادور | إسبانيا | -                         |